# Вахинг, Вайно
Вайно Вахинг (эст. Vaino Vahing; 15 февраля 1940, село Араву, волость Меекси — 23 марта 2008, Тарту) — эстонский писатель и психиатр.

## Жизнь и творчество
Вайно Вахинг родился 15 февраля 1940 года в селе Араву волости Меекси. В 1957 году окончил Тартуское медицинское училище, а в 1963 году — медицинский факультет Тартуского университета. С 1963 по 1965 год Вахинг работал в психоневрологической больнице в Ямеяла. В 1965—1967 годах проходил повышение квалификации в ординатуре Тартуской психоневрологической больницы, с 1967 года работал в этой же больнице экспертом по судебной психиатрии. В 1971 году он получил степень кандидата медицинских наук, защитив диссертацию на тему «Действие психотропных веществ на центральные эффекты ацетильхолина, серотонина и норадреналина». С 1975 по 1981 года был доцентом кафедры клинической психиатрии Тартуского университета. Принимал участие во многих уголовных процессах в качестве судебного психиатра. В 1975 году получил премию Эстонской ССР в области медицины.
Вайно Вахинг написал множество статей по психиатрии, но широкой публике он стал известен прежде всего как прозаик и драматург. Его дебют состоялся в 1967 году, когда его рассказы были опубликованы в журнале «Ноорус». В его произведениях немаловажную роль играет психоаналитика. Он также сыграл в нескольких эстонских фильмах.
С 1973 года Вахинг входил в Союз писателей Эстонии. В 1975 году ему была присуждена государственная премия Эстонской ССР, а в 1982 году — премия Фридэберта Тугласа.
Лауреат Литературной премии Эстонской ССР имени Юхана Смуула (1983). В 1991 году он получил ежегодную культурную премию, а в 1996 году — национальную премию Республики Эстония в области культуры.
Скончался в Тарту 23 марта 2008 года. Похоронен у себя на родине, на кладбище посёлка Мехикоорма рядом с селом Араву.

## Личная жизнь
Вайно Вахинг был женат на эстонской писательнице Майму Берг, а после развода с ней женился на актрисе и певице Хели Вахинг. Его дочь от первого брака, юрист Юлия Лаффранк, является судьёй Верховного суда Эстонии.

## Сочинения
- Lugu (Perioodika 1970)
- Kaemus (Eesti Raamat 1972)
- Sina (Perioodika 1973)
- E me ipso (Eesti Raamat 1990)
- Kaunimad jutud (Ilmamaa 1995)
- Thespis (Ilmamaa 1997)
- Machiavelli kirjad tütrele (Eesti Raamat 1990)
- Mängud ja kõnelused (Eesti Keele Sihtasutus 2002)
- Hermaküla
- Noor Unt (Perioodika 2004)
- Vaimuhaiguse müüt (Ilmamaa 2005)
- Näitleja (Vagabund 2006)
- Päevaraamat I (2006)
- Päevaraamat II (2007)

## Фильмография
Как актёр сыграл в двух фильмах киностудии «Таллинфильм»:
- 1976 — Леший / Võsakurat (к/м) — Леший — главная роль
- 1979 — Гнездо на ветру / Tuulte pesa — лесной брат